# Jos Muris
Jos Muris (14 juli 1936, Heerlen - 9 augustus 1984, Bretagne) was een Nederlandse schilder.
Jos Muris doorliep in Maastricht de Stadsacademie voor Toegepaste Kunsten. Nadien studeerde hij drie jaren aan het Nationaal Hoger Instituut voor Schone Kunsten te Antwerpen en een jaar aan de Akademie der Bildenden Künste te Wenen. Terug in Limburg vestigde hij zich in Meerssen en ontwikkelde zich in zijn schilderkunst, waarbij het werk van Rousseau le Douanier een belangrijke inspiratiebron was. Daarna volgde hij nog een jaar de opleiding aan de École des Beaux Arts te Parijs.
Terug in Nederland wendde hij zich voorlopig af van de naïeve paradijselijke wereld die hij in navolging van Rousseau uitbeeldde en maakte hyperrealistisch werk dat het best als een Limburgse variant van Pop-art kan worden beschouwd. Deze periode duurde slechts korte tijd. Daarna gebruikte hij zijn realistische manier van schilderen voor het vervaardigen van talloze portretten, deels in opdracht, waaronder het portret van rector-magnificus professor Tiddens. Daarnaast maakte Muris  muurschilderingen en boekillustraties. 
Het postimpressionistische kenmerk van schilders als Rousseau en Caspar David Friedrich bleef ook terugkomen in het werk van Muris. Dit komt onder andere tot uiting in de grote plafondschilderingen in het psychiatrisch centrum Vijverdal te Maastricht en in de trouwzaal van het gemeentehuis te Geleen. In latere jaren ontwikkelde zijn schilder- en tekenkunst zich naar de weergave van fantastische landschappen en droomtuinen die verwantschap met de klassieke en romantische landschapsschilderkunst vertonen. Tevens hield Muris zich bezig met zeefdruktechniek.
Naast het schilder- en tekenwerk hield Muris zich ook bezig met het organiseren van tentoonstellingen en evenementen (o.a. Limburgse beeldhouwers op het Vrijthof in Maastricht) en was hij lid van de Culturele Raad Limburg. In samenwerking met fotografen realiseerde hij samen met fotografe Ange Timmers 'Maastricht zoals het is en zoals het had kunnen zijn' (1973) en met fotograaf Ruud Tax 'Opmerkelijke architectuur uit onze omgeving' (1975) en 'Architectuur omstreeks 1900 in Limburg' (1977).
- Biografisch Portaal: 44437596
- Nederlandse Thesaurus van Auteursnamen: 069021228
- RKD-Nederlands Instituut voor Kunstgeschiedenis: 58547
- Virtual International Authority File: 290827849
- WorldCat: E39PBJcKK4VbwmBvD6DWPHQKBP